# La morte cammina con i tacchi alti
La morte cammina con i tacchi alti è un film del 1971 diretto da Luciano Ercoli.

## Trama
A Parigi, un ladro di diamanti viene assassinato sul treno in cui viaggia. La polizia interroga subito la figlia Nicole, che però non è in grado di fornire alcun tipo di informazione. Poco tempo dopo la ragazza, che lavora come spogliarellista e vive con il fidanzato Michel, prima riceve delle telefonate minatorie e poi viene aggredita in casa da un uomo mascherato con un passamontagna che esige i diamanti. La ragazza dichiara di non sapere dove si trovino e l'uomo, andandosene, minaccia di ritornare. I sospetti di Nicole cadono sul fidanzato, cosicché decide di fuggire con un corteggiatore, il medico inglese Matthews, un signore distinto e sposato, ma ormai stanco della vita coniugale.
Giunti a Londra, iniziano una relazione, finché Nicole scompare nel nulla e viene ripescata esanime il giorno dopo. Le indagini condotte dall'ispettore Baxter insieme al giovane Bergson andranno incontro a numerosi colpi di scena, finché si scoprirà che il padre di Nicole e il medico erano "soci in affari". Era stato proprio quest'ultimo a imbastire tutto il piano criminoso e a trovare infine i gioielli che il suo socio aveva nascosto. Matthews, scoperto dalla polizia, tenta la fuga ma viene fermato da Michel, giunto oltre Manica in cerca di Nicole.